# Religionsfreiheit in Albanien
Die Religionsfreiheit in Albanien wird durch die Verfassung des Landes garantiert. Die Religionsfreiheit wird im Allgemeinen auch in der Praxis geachtet.

## Normierung

### Verfassungsrechtlicher Rahmen
Die Verfassung Albaniens führt im Rahmen des Grundrechtekatalogs im zweiten Teil der Verfassung unter Artikel 24 die Religions- und Weltanschauungsfreiheit als ein Grundrecht auf:
Absatz 1 von Artikel 24 stellt fest, dass die Religionsfreiheit sowie die Gewissensfreiheit zu gewährleisten ist:

„Die Gewissens- und Religionsfreiheit wird gewährleistet.“

Absatz 2 von Artikel 24 stellt die Freiheit aller fest, die Religion beziehungsweise Weltanschauung frei zu wählen. Außerdem beschreibt der Absatz, dass der Schutzraum der Religions- und Weltanschauungsfreiheit sowohl den privaten als auch für den öffentlichen Raum umfasst (siehe auch: „Forum externum“):

„Jeder hat die Freiheit, seine Religion oder seine Weltanschauung zu wählen oder zu wechseln sowie sie als Einzelner oder in Gemeinschaft im öffentlichen oder privaten Leben, durch Kult, Bildung, Praktiken oder die Ausübung von Ritualen zum Ausdruck zu bringen.“

Absatz 3 von Artikel 24 stellt fest, dass die Religions- und Weltanschauungsfreiheit sowohl die positive wie auch die negative Religionsfreiheit umfasst:

„Niemand darf gezwungen und niemandem darf verboten werden, sich einer Religionsgemeinschaft anzuschließen oder an religiösen Praktiken teilzunehmen oder seine weltanschaulichen Überzeugungen oder seinen Glauben öffentlich zu machen.“

Zudem bestimmt Artikel 10 Absatz 1 der Verfassung im Teil zu den grundlegenden Prinzipien, dass es in Albanien keine Staatsreligion gibt:

„In der Republik Albanien gibt es keine offizielle Religion.“

Der Artikel 10 hält in den weiteren fünf Absätzen weitere Details zur Trennung zwischen Staat und den religiösen Institutionen fest: Dass sich der Staat gegenüber Glaubensfragen neutral zu verhalten und das Ausleben von Glauben und Überzeugung in der Öffentlichkeit zu garantieren habe, dass der Staat die Gleichheit der Religionsgemeinschaften anerkenne, dass der Staat und die Religionsgemeinschaften ihre Unabhängigkeit gegenseitig zu respektieren hätten und zum gegenseitigen Wohle und demjenigen aller zusammenzuarbeiten hätten und dass die Regierung und die Religionsgemeinschaften ihre Beziehungen in Übereinkommen, die durch das Parlament zu ratifizieren sind, regeln können. Zudem wird festgehalten, dass die Religionsgemeinschaften Rechtspersönlichkeit haben und selbständig – im Rahmen ihrer eigenen Vorgaben – ihr Vermögen verwalten können, solange keine Interessen Dritter tangiert werden.

### Völkerrechtlicher Rahmen
Albanien ist dem Internationalen Pakt über bürgerliche und politische Rechte am 4. Oktober 1991 beigetreten, der unter Artikel 18 das Recht auf Gedanken-, Gewissens- und Religionsfreiheit ausformuliert.
Seit 1995 ist Albanien Mitglied des Europarats, so dass im Land auch die Europäische Menschenrechtskonvention Gültigkeit hat.
Albanien ist ein Mitglied der International Religious Freedom or Belief Alliance.

## Herausforderungen für die Religionsfreiheit in Albanien

### Umgang mit der gewaltbelasteten Vergangenheit und ihrer Folgen
Die Aufarbeitung der gravierenden Menschenrechtsverletzungen der autokratischen Herrschaft des kommunistische Regimes (Sozialistische Volksrepublik unter der Führung des Diktators Enver Hoxha), das für Albanien den Staatsatheismus ausgerufen hatte, verläuft bis heute schleppend. Sie wird vor allem von zivilgesellschaftlicher Seite vorangetrieben. Das Engagement der Regierung für eine juristische und politische Aufarbeitung von Menschenrechtsverletzungen aus der Zeit der Diktatur, Erhalt von Erinnerungsorten, die Dokumentation von zeitgeschichtlichen Zeugnissen und eine Erinnerungskultur, die ein breites gesellschaftliches Bewusstsein für die Verbrechen der Gewaltherrschaft und ihre Folgen schafft, wird als unzureichend beschrieben.
Erst im Dezember 2022 wurde ein Gesetz beschlossen, das Religionsgemeinschaften und anderen Antragsstellern erlaubt, Ansprüche auf die Rückgabe von durch das kommunistische Regime beschlagnahmtem Eigentum vor Gericht geltend zu machen oder vor Gericht anhängige Anträge an die albanische Agentur für Eigentumsfragen weiterzuleiten, um eine Anerkennung des Eigentumsrechts oder eine Entschädigung zu erwirken. Trotz des neuen Gesetzes brachten die fünf größten Religionsgemeinschaften des Landes weiterhin Vorbehalte zum Ausdruck, da es bei dessen Umsetzungen zu Verzögerungen und langen Bearbeitungszeiten kommt. Die Albanische Autokephale Orthodoxe Kirche hat wiederholt erklärt, dass die albanische Regierung trotz zahlreicher Anfragen nicht alle während des kommunistischen Regimes beschlagnahmten Sakralgegenstände, Reliquien, Ikonen und Archivmaterialien zurückgegeben habe.
Nach dem Fall des kommunistischen Regimes und der Einführung demokratischer Wahlen wurden die Religionsgemeinschaften wieder zugelassen. Die Religionsgemeinschaften erhielten allerdings von Regierungsseite keine Unterstützung für den Wiederaufbau ihrer Strukturen, weshalb viele von ihnen auf Unterstützung aus dem Ausland angewiesen sind beziehungsweise waren. Der albanische nationale Koordinator für den Kampf gegen den Extremismus nannte es als Problem, dass die Religionsgemeinschaften mehr als 25 Jahre allein gelassen worden waren, auch weil entsprechende Beziehungen mit den Religionsgemeinschaften fälschlicherweise als Kontrolle hätten wahrgenommen werden können. Nach Ansicht einiger Experten ließ dies Raum für radikale Strömungen aus dem Ausland, wie etwa islamistische Strömungen.

## Potentiale für die Religions- und Weltanschauungsfreiheit

### Interreligiöse Beziehungen
Albanien blickt auf eine lange Tradition interreligiöser Beziehungen zurück. Sunnitische Muslime, die rund die Hälfte der Bevölkerung Albaniens ausmachen, Bektaschi, katholische Christen, orthodoxe Christen und Konfessionslose, die jeweils große Minderheiten im Land stellen, leben weitgehend ohne größere, auf religiöse Gründe zurückführende gesellschaftliche Spannungen zusammen.
Im Juni stellte der Beratende Ausschuss des Europarats für das Rahmenübereinkommen zum Schutz nationaler Minderheiten in seiner fünfte Stellungnahme zu Albanien fest, dass die Atmosphäre für nationale Minderheiten in Albanien von gegenseitigem Respekt und interkulturellem Dialog sowie insbesondere interreligiöser Toleranz geprägt sei. Beklagt wurde von dem Ausschuss jedoch, dass das Fehlen von systematisch erhobenen Daten zu Hassverbrechen die Entwicklung von gezielten Maßnahmen, die die Interessen und Bedürfnisse der Minderheiten berücksichtigen, erschwere.

## Geschichte
Das Verhältnis zwischen dem Staat und den Religionen ist seit der Unabhängigkeit Albaniens ein wichtiges Thema. Der Wechsel vom Osmanischen Reich mit dem Sultan als Staatsoberhaupt, der zugleich Kalif des Islams war, zum protestantischen Fürsten deutscher Herkunft als neues Staatsoberhaupt stieß nicht bei allen Albanern auf Zustimmung. Die religiöse Neutralität von Fürst Wilhelm zu Wied als Protestant war eines der ausschlaggebenden Kriterien bei der Auswahl des neuen Staatsoberhaupts. Im Organisationsstatut für das neue Fürstentum wurde den bestehenden Religionsgemeinschaften weitgehende Unabhängigkeit und finanzielle Unterstützung durch den Staat zugestanden. Der Fürst behielt sich aber das Recht der Investitur von Geistlichen vor.
Auch danach wurde durch Trennung vom Staat und religiösen Fragen versucht, das religiöse Gleichgewicht im Staat zu wahren und keine Glaubensgemeinschaft gegen die staatlichen Institutionen aufzubringen. Die provisorische Verfassung von 1922 hielt nicht nur fest, dass es keine Staatsreligion gäbe, sondern garantierte auch das Recht, den Glauben frei praktizieren zu können, und verbot eine Einmischung von Religionsvertretern in politische Diskussionen. Die Verfassungen von 1925 und 1928 bestätigten diese Grundsätze im Artikel 5: „Die Republik Albanien kennt keine staatliche Religion.“
Auch die Verfassung der Sozialistischen Volksrepublik Albanien garantierte noch Religionsfreiheit und die Trennung von Kirche und Staat. Die Herrschenden sahen die sozialistischen Werte aber immer mehr von den Religionen bedroht und erklärten die Religion und ihrer Vertreter je länger je deutlicher zu Staatsfeinden. 1967 rief das kommunistische Regime unter der Führung des Diktators Enver Hoxha für Albanien den Staatsatheismus aus. Viele muslimische Moscheen, christliche Kirchen und Tekken (Konvente der Derwischorden) wurden zweckentfremdet und als Lagerhäuser, Sporthallen, Kinos oder Ställe genutzt. Viele weitere Sakralgebäude und religiöse Versammlungsorte wurden zerstört. Laut Recherchen des Albanian Institute of Political Studies (AIPS) wurden 2169 religiöse Einrichtungen geschlossen, darunter 740 Moscheen, 608 orthodoxe Kirchen, 157 katholische Kirchen und 530 Türben und Tekken.
Mit dem Verbot öffentlicher Bekenntnisse oder religiöser Zusammenkünfte und der Verfolgung von Priestern, Popen, Hoxhas, Babas und anderen Religionsvertretern war die Religionsfreiheit maximal eingeschränkt. Die Verfassung von 1976 legalisierte den Staatsatheismus. Art. 37 hielt fest, dass der Staat keine Religionen anerkenne und unterstütze, aber eine atheistische Propaganda betreibe. Art. 55 regelte zudem ein Verbot von religiösen Gemeinschaften (nebst anderen) und religiöser Tätigkeit. Das Strafgesetzbuch setzte religiöse Propaganda und die Verbreitung von religiöser Literatur unter Strafe. Diese wurde mit Freiheitsentzug von drei bis zehn Jahren, in schweren Fällen von mindestens zehn Jahren Freiheitsentzug oder der Todesstrafe festgelegt.